# Fordington
Fordington – przysiółek w Anglii, w Lincolnshire. Leży 17,8 km od miasta Louth, 44,9 km od Lincoln i 190,9 km od Londynu. W latach 1870–1872 miejscowość liczyła 29 mieszkańców.
Fordington jest wspomniana w Domesday Book (1086) jako Fotintone.